# Трипл (бейсбол)
Трипл (англ. Triple) — разновидность игровой ситуации в бейсболе, представляющая собой хит, во время которого отбивающий успевает добежать до третьей базы, при этом игрок защищающейся команды не должен совершить очевидную ошибку.
В последнее время триплы становятся всё более редким событием в MLB. Он стал возможен практически только в случае, если мяч попадает в дальнюю часть поля, при этом имеет непредсказуемый отскок от травы или от стены, ограждающей площадку. Также бэттер должен обладать хорошей скоростью, для того чтобы успеть добежать до третьей базы. Однако стоит отметить, что триплы встречаются намного чаще, чем Инсайд-парк хоум-ран (хоум-ран, когда мяч не вылетает за пределы поля, а бэттер успевает вбежать в дом). Тренд для современных бейсбольных площадок — это уменьшение зоны аутфилда, тем самым увеличивается шанс на совершение хоум-рана и уменьшается на совершение трипла. Большинство рекордов по количеству триплов принадлежат игрокам, играющих в эру мёртвого мяча (1900—1918 годы).
Рекорд по количеству триплов за карьеру в MLB принадлежит Сэму Кроуфорду (309, годы в MLB — 1899–1917).
Рекорд по количеству триплов за сезон в MLB принадлежит Чифу Уилсону (36 в 1912 году).